# KIAA1377
KIAA1377‏ (Centrosomal protein 126) هوَ بروتين يُشَفر بواسطة جين KIAA1377 في الإنسان.